# Tour de France 1950
| 37. Tour de France 1950 – Endstand |                     |                           |
| Streckenlänge                      | 22 Etappen, 4774 km | 22 Etappen, 4774 km       |
| Toursieger                         | Ferdy Kübler        | 145:36:56 h (32,785 km/h) |
| Zweiter                            | Stan Ockers         | + 9:30 min                |
| Dritter                            | Louison Bobet       | + 22:19 min               |
| Vierter                            | Raphaël Géminiani   | + 31:14 min               |
| Fünfter                            | Jean Kirchen        | + 34:21 min               |
| Sechster                           | Kléber Piot         | + 41:35 min               |
| Siebenter                          | Pierre Cogan        | + 52:22 min               |
| Achter                             | Raymond Impanis     | + 53:34 min               |
| Neunter                            | Georges Meunier     | + 54:29 min               |
| Zehnter                            | Jean Goldschmit     | + 55:21 min               |
| Bergwertung                        | Louison Bobet       | 58 P.                     |
| Zweiter                            | Stan Ockers         | 44 P.                     |
| Dritter                            | Jean Robic          | 41 P.                     |
| Teamwertung                        | Belgien             | Belgien                   |

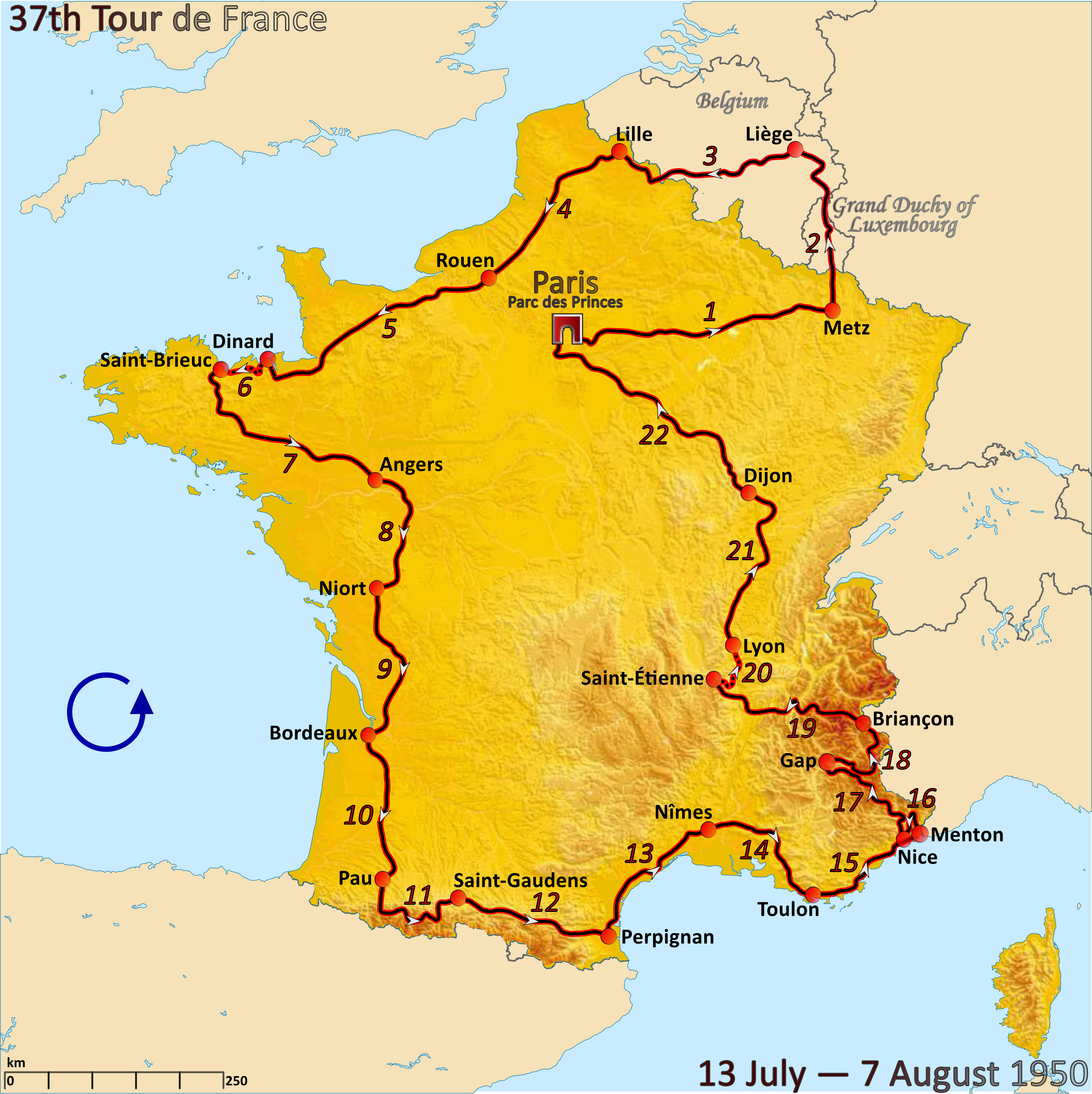
Streckenkarte der Tour de France 1950

Die 37. Tour de France führte vom 13. Juli bis 7. August 1950 auf 22 Etappen über 4775 km. Vorjahressieger Fausto Coppi konnte nach einer Verletzung, die er sich beim Giro d’Italia zugezogen hatte, nicht starten. 116 Rennfahrer nahmen an der Rundfahrt teil, von denen 51 klassifiziert wurden.

## Rennverlauf

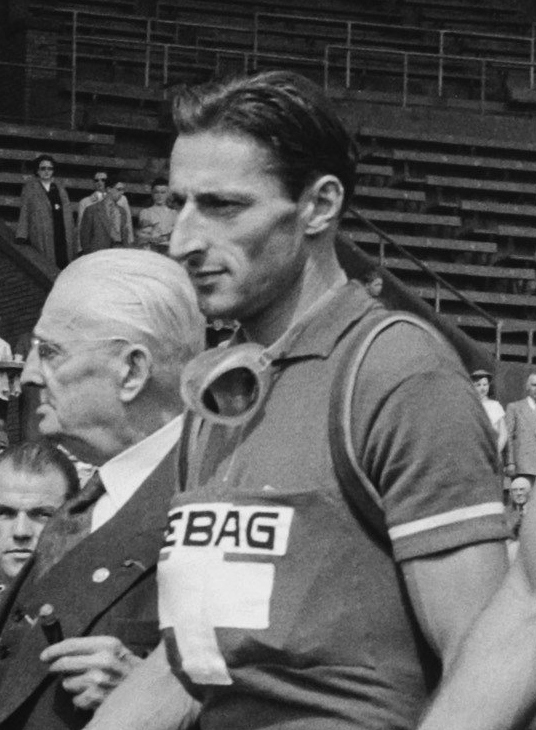
Ferdy Kübler

In der ersten Tourwoche konnte sich kein Fahrer deutlich absetzen, auch der Franzose Bernard Gauthier, der einige Tage das gelbe Trikot trug, war mit seinen zwischenzeitlich neun Minuten Vorsprung kein Kandidat für den Gesamtsieg. Bereits auf der ersten Pyrenäenetappe büßte er über 20 Minuten auf die Spitze ein und fiel zurück.
Auf der elften Etappe nach Saint-Gaudens attackierte Gino Bartali, Toursieger von 1938 und 1948. Obwohl er die Etappe gewann und sein Teamkollege Fiorenzo Magni die Gesamtführung innehatte, gaben die beiden italienischen Teams nach dieser Etappe aus Protest auf. Auf dem Col d’Aspin hatte Jean Robic den zuvor ausgerissenen Bartali wieder eingeholt, aggressive Fans brachten jedoch beide Fahrer zu Fall. Bartali wurde auch nach dem Sturz weiter von den zum Teil angetrunkenen Fans massiv belästigt und gab das Rennen nach seinem Etappensieg frustriert auf.
Aus Furcht vor Protesten italienischer Fans verlegte die Tourleitung die Strecke der 15. Etappe, die eigentlich im italienischen Sanremo enden sollte, nach Menton kurz vor der Grenze zu Italien. Durch den Rückzug der italienischen Teams gelangte der Schweizer Ferdy Kübler, der auf der sechsten Etappe schon das Einzelzeitfahren für sich entschieden hatte, in die führende Position, die er bis zum Ziel in Paris nicht mehr abgab. Auf der 12. Etappe weigerte er sich jedoch, das gelbe Trikot zu tragen. Erst am folgenden Tag gab es wieder einen Träger dieses Trikots. Durch seine weiteren Etappenerfolge in Nizza sowie beim zweiten Einzelzeitfahren baute er seine Führung aus.
Kübler wehrte die Attacken der am Ende Zweit- bzw. Drittplatzierten Stan Ockers und Louison Bobet ab. Bobet, der auch eine Bergetappe für sich entscheiden konnte, gewann immerhin die Bergwertung.
Auf der 13. Etappe ereignete sich eine Geschichte, die von Tour-Kommentatoren auch im 21. Jahrhundert noch gerne erzählt wird: Der Algerier Abdel-Kader Zaaf konsumierte bei seinem gemeinsam mit dem späteren Tagessieger Marcel Molinès unternommenen Ausreißversuch in der Gluthitze des Languedoc zwei Flaschen Wein, machte danach am Straßenrand ein kurzes Nickerchen und radelte, nachdem Zuschauer ihn aufgeweckt hatten, zunächst in Richtung des Startortes Perpignan zurück.

## Die Etappen

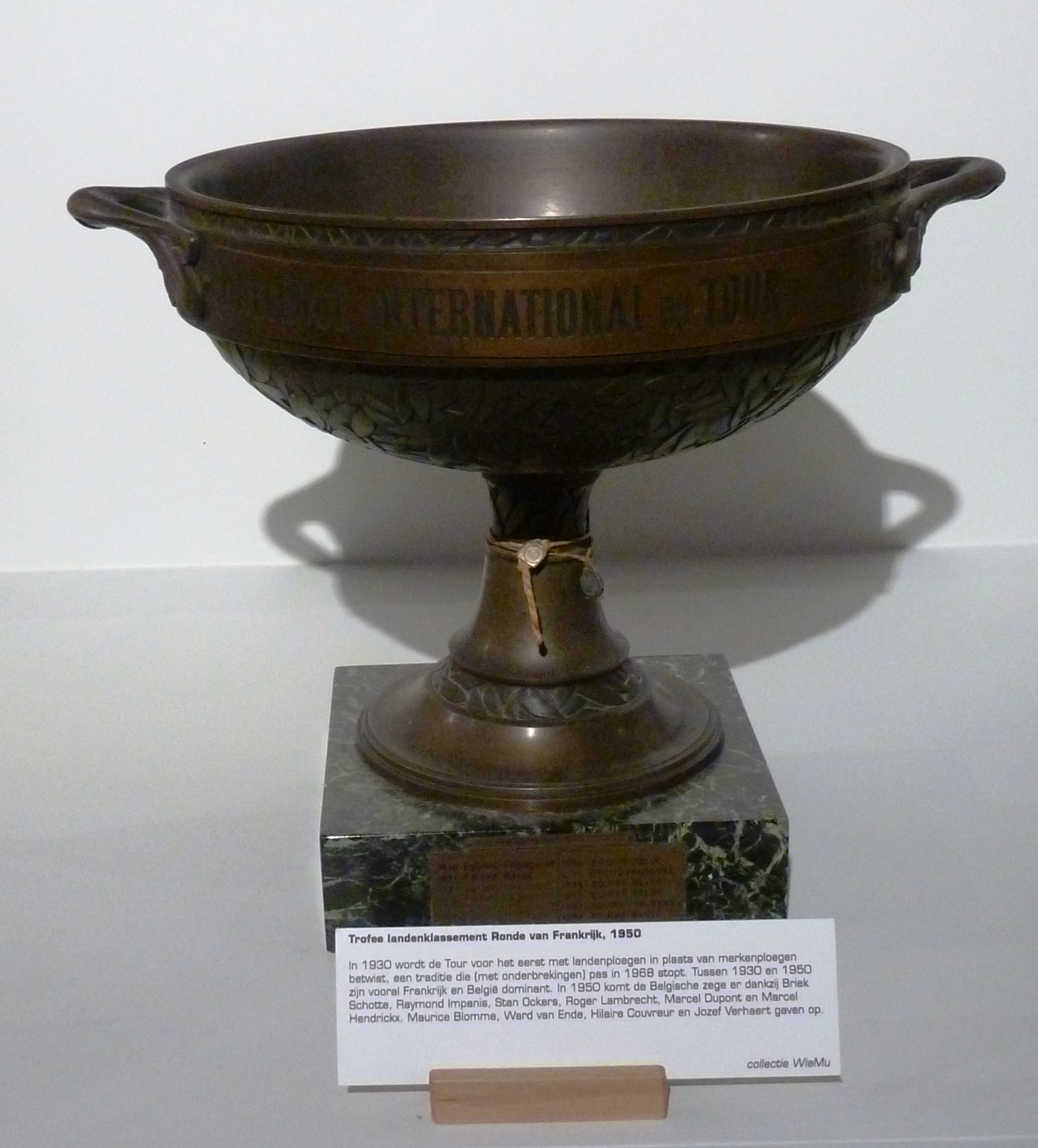
Die belgische Mannschaft gewann die Nationenwertung und erhielt dafür diesen Pokal.

| Etappen    | Start – Ziel              | km       | Etappensieger     | Gelbes Trikot    |
| ---------- | ------------------------- | -------- | ----------------- | ---------------- |
| 1. Etappe  | Paris – Metz              | 307      | Jean Goldschmidt  | Jean Goldschmidt |
| 2. Etappe  | Metz – Lüttich (BEL)      | 241      | Adolfo Leoni      | Jean Goldschmidt |
| 3. Etappe  | Lüttich (BEL) – Lille     | 232,5    | Alfredo Pasotti   | Bernard Gauthier |
| 4. Etappe  | Lille – Rouen             | 231      | Stan Ockers       | Bernard Gauthier |
| 5. Etappe  | Rouen – Dinard            | 316      | Giovanni Corrieri | Bernard Gauthier |
| 6. Etappe  | Dinard – Saint-Brieuc     | 78 (EZF) | Ferdy Kübler      | Jean Goldschmidt |
| 7. Etappe  | Saint-Brieuc – Angers     | 248      | Nello Lauredi     | Bernard Gauthier |
| 8. Etappe  | Angers – Niort            | 181      | Fiorenzo Magni    | Bernard Gauthier |
| 9. Etappe  | Niort – Bordeaux          | 206      | Alfredo Pasotti   | Bernard Gauthier |
| 10. Etappe | Bordeaux – Pau            | 202      | Marcel Dussault   | Bernard Gauthier |
| 11. Etappe | Pau – Saint-Gaudens       | 230      | Gino Bartali      | Fiorenzo Magni   |
| 12. Etappe | Saint-Gaudens – Perpignan | 233      | Maurice Blomme    | Ferdy Kübler     |
| 13. Etappe | Perpignan – Nîmes         | 215      | Marcel Molinès    | Ferdy Kübler     |
| 14. Etappe | Nîmes – Toulon            | 222      | Custodio Dos Reis | Ferdy Kübler     |
| 15. Etappe | Toulon – Menton           | 205,5    | Bim Diederich     | Ferdy Kübler     |
| 16. Etappe | Menton – Nizza            | 96       | Ferdy Kübler      | Ferdy Kübler     |
| 17. Etappe | Nizza – Gap               | 229      | Raphaël Géminiani | Ferdy Kübler     |
| 18. Etappe | Gap – Briançon            | 165      | Louison Bobet     | Ferdy Kübler     |
| 19. Etappe | Briançon – Saint-Étienne  | 291      | Raphaël Géminiani | Ferdy Kübler     |
| 20. Etappe | Saint-Étienne – Lyon      | 98 (EZF) | Ferdy Kübler      | Ferdy Kübler     |
| 21. Etappe | Lyon – Dijon              | 233      | Gino Sciardis     | Ferdy Kübler     |
| 22. Etappe | Dijon – Paris             | 314      | Emile Baffert     | Ferdy Kübler     |